# فلوريد الزئبق الثنائي
 فلوريد الزئبق الثنائي مركب كيميائي له الصيغة HgF2، ويكون على شكل مسحوق بلوري أصفر مزهر.

## الخواص
- نظرا للنشاط الكيميائي الكبير لأيون الفلوريد بشكل عام، فإن المركب يتفاعل لدى التماس مع الماء. لذلك فهو من المركبات الحساسة للرطوبة حيث يؤدي ذلك إلى التسيل.

## فلوريد الزئبق القاعدي
فلوريد الزئبق القاعدي وهو مركب يحوي كل من أيون الفلوريد والهيدروكسيد في البنية، له الصيغة Hg(OH)F، وهو الفلوريد القاعدي الوحيد لفلز الزئبق.
يحضر فلوريد الزئبق القاعدي من تفاعل أكسيد الزئبق الثنائي مع حمض هيدروفلوريك، حيث تنتج بلورات موشورية لها لون أصفر شاحب.
HgO + HF → Hg(OH)F

## السلامة
مركبات الزئبق بشكل عام سامة جدا، يجب اتخاذ الحيطة والحذر عند التعامل بها، كما يجب اتباع إجراءات السلامة المخبرية. بالإضافة إلى ذلك فإن المركبات الزئبق ملوثة للبيئة، لذا فإن عمليات التخلص من هذه المركبات يجب أن توافق المعايير البيئية.